# 聾健司法平等

《聾健司法平等》指引的封面

《聾健司法平等》（英語：Equal Access to Justice for Persons who are Deaf and Hard of Hearing），是由香港平等機會委員會於2022年11月15日推出的一份指引。它提供了一系列建議，旨在為聾人、聽障人士以及相關法律工作者等提供指導。其中包括與聾人和聽障人士溝通的指導原則，以及針對不同的訴訟過程提出的可行和適當的便利措施建議。
香港平等機會委員會行政總監（營運）朱崇文表示，雖然指引不是法律文件，但他認為對聾人及聽障人士的溝通具有實際用處。他指出，香港的聾人和聽障人士具有多元的特質，因此與他們溝通並沒有一套適用於所有人的方法。他建議，所有與司法體系相關的公共機構，包括法庭、法律援助辦事處、警署等，都應盡量預備多種不同形式的輔助服務和科技，以切合不同聾人和聽障人士的需要。

## 背景
根據《殘疾人權利公約》，締約國或地區必須為殘疾人士提供合理的遷就。然而，朱崇文指出，香港的《殘疾歧視條例》並沒有明確列明相關條文。如果殘疾人士提出合理的遷就要求，而法庭未能滿足要求，這可能會構成「間接歧視」。因此，現在需要制定這份指引，以確保殘疾人士能夠享有平等的權利。
由於香港聽障人士中不足一成懂得手語，而且不同地區的手語也未必互通，因此這份指引建議法庭應向司法人員提供定期培訓，與非政府機構和聾人機構保持溝通，並按需要定期檢討和制訂相應的政策。

## 目的
這份指引為聾人、聽障人士以及法律工作者，包括律師、大律師、法官、司法人員、法律援助主任和法院行政人員，提供了實用的工具和資源。它提供了與聾人、聽障人士和手語傳譯員溝通的注意事項和一般原則，並特別註明了與他們溝通時應注意的事項，例如尋找光線充足和安靜的地方、在開始說話前引起聾人和聽障人士的注意、與聾人和聽障人士保持良好的眼神接觸、避免使用複雜的詞語和用語等等。
此外，這份指引還解釋了聾人和聽障人士在《殘疾歧視條例》、《殘疾人權利公約》、《香港人權法案條例》和《基本法》保障下的司法平等權。它還提供了與聾人和聽障人士達成有效溝通的建議，供參與司法程序的人士參考，包括法庭、法官、司法人員、法律代表、手語傳譯員、聾人和聽障人士。

## 指引重點
- 與聾人和聽障人士溝通時，要選擇安靜、有充足光線的地方，說話時要保持良好的眼神交流，避免使用複雜的字詞和用語[7]。
- 在與聾人和聽障人士溝通時，要注意詢問對方是否需要輔助工具，例如助聽器或手語傳譯員，並嘗試使用透明口罩以便對方能夠看清口型。建議司法機構制定和定期檢討正式的政策，並為司法人員提供定期培訓[8]。
- 在聆訊時，需要確保聾人和聽障人士及其手語傳譯員明白對方的意思。不要要求手語傳譯員解說或闡釋聾人和聽障人士所述的內容等[9]。
- 提供給法官和司法人員參考的事項，包括在聆訊前詢問聾人和聽障人士使用不同的輔助工具或服務的效果，告知法庭的所有人相關訊息，提醒每次只有一個人發言，並安排較頻密的休庭時間。此外，建議直接與聾人和聽障人士說話，而不是與手語傳譯員說話[10]。

## 各方反應

### 司法機構
司法機構強調，為確保司法公義，會致力於讓所有人士，包括殘疾人士，在平等的情況下參與法庭程序。為了滿足聾人和聽障人士參與法庭程序的各種需要，司法機構將採取適當的措施和安排，以確保他們能夠公平地參與司法程序。此外，司法機構指出，由於殘疾人士具有不同的需要、溝通方法和支援要求，司法機構一向致力於為患有殘疾的訴訟方、證人和法律執業者在法庭訴訟中提供多種輔助工具和服務，以確保他們能夠平等地參與司法程序，同時不影響司法公義。
此外，司法機構會在法庭程序或其任何部分，為有需要的證人或任何一方安排手語傳譯服務。此外，司法機構還計劃加強對支援人員進行培訓，以便他們能夠更好地處理涉及聾人和聽障人士的法庭案件。在適當的情況下，司法機構還會安排支援人員參加有關平等機會的講座或研討會。司法機構強調，會繼續因應殘疾人士的需要和關注，檢視各種支援安排，以適時作出改善。在這個過程中，司法機構會參考平等機會委員會的相關指引和建議。

### 聾人機構
聾人機構「龍耳」創辦人邵日贊質疑該指引不具法律效力，對改善司法傳譯制度毫無幫助。他指出司法傳譯問題十分重要，涉及會否出現冤案。他進一步指出，司法機構存在以下問題：
- 手語傳譯服務機制十分不透明，外界無從得知名單上的手語傳譯員是誰、具體資歷和經驗，也不清楚手語傳譯員如何考核以及由誰人考核。

- 有些手語傳譯員可能經驗不足，如果不公開名字就有這個弊端，因為聾人圈子不是很大，就會知道原來這個人三年前在某個組織學手語，或者原來他有很多投訴紀錄。

- 特約手語傳譯員缺乏監管，投訴機制也不透明[13]。

邵日贊提出該指引未處理的兩項問題，包括：
首先，手語翻譯的審訊謄本。現在，如果要檢查司法程序是否有錯漏，需要取得當日審訊的謄本，但現在卻無法取得手語傳譯謄本，這意味著無法知道手語傳譯員是否有傳譯上的失誤。
其次，手語傳譯員的監管問題。雖然這指引建議法庭公開手語傳譯員的名錄，但邵指出這樣的措施未能確保傳譯員的質素。他建議應限制傳譯員的工作時數，並詳細收集他們的工作紀錄，以確保他們的工作質量。
邵日贊續指，雖然該指引不具法律約束力，且未能覆蓋上述議題，但他相信政府願意踏出第一步就是好事。他希望有關當局能夠聆聽聾人和聽障人士的聲音，進一步改善司法傳譯制度，確保他們在司法程序中獲得公正對待。

### 警務署
警方指出，一直重視保障被捕人士的權利，並確保有特別需要的被捕人士得到適切支援。如警方在調查案件時有需要向失聰人士（聾及也許是啞）錄取口供，案件主管會考慮聘請手語傳譯員協助；弱聽人士則視乎實際情況，包括該人士弱聽的程度、是否懂得手語，以及是否適合以文字錄取口供等。

## 外部連結
- 《聾健司法平等》指引摘要 （页面存档备份，存于）
- 《聾健司法平等》指引全文 （页面存档备份，存于）
- 《聾健司法平等》指引摘要（香港手語版） （页面存档备份，存于）
- 平機會推出《聾健司法平等》指引記者會 （页面存档备份，存于）